# 扬子洲农场
扬子洲农场，是中华人民共和国江西省南昌市东湖区下辖的一个乡镇级行政单位。

## 行政区划
扬子洲农场下辖以下地区：
第一分场生活区和第二分场生活区。